# フモニシンB1

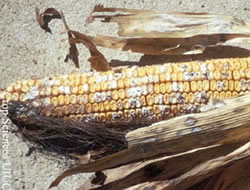
フザリウム属のカビが繁殖したトウモロコシ
こうしたトウモロコシにフモニシンB1が少なからず含まれていると言われている。

フモニシンB1 (Fumonisin B1) はトウモロコシ、コムギ及びいくつかの穀物内で主として発生するFusarium proliferatumやF. verticillioidesのようないくつかのフザリウム(Fusarium)属によって産生されるマイコトキシンの一種である。フモニシンB1はセラミド合成酵素の阻害物質であることが知られている。フモニシンB1のトウモロコシへの混入はmg/kg単位で世界各地から報告されている。人体への摂取量はμg～mg/日単位であり、トウモロコシ製品を主食とする地域ではさらに多量に摂取していると考えられる。
フモニシンB1は投与試験を行った動物に対して肝毒性あるいは腎毒性を持っていた。フモニシンB1を投与された動物の肝臓や腎臓において即効性の組織変化としてアポトーシスの後に再生細胞増殖の増加が見られた。フモニシンの急性毒性は弱いものの、家畜に起こる2つの病気：ウマ大脳白質軟化症、ブタ肺水腫を急激に発生させる原因として知られる。これらの病気はスフィンゴ脂質代謝阻害や心臓血管機能不全に関係している。
フモニシンB1は1988年に、単離・構造決定された。フモニシンの名は単離された菌名 Fu-sarium moni-liformeに由来する。類縁体としてフモニシンB2, B3, B4が単離されている。